# باتريك هنري برادي
باتريك هنري برادي (بالإنجليزية: Patrick Henry Brady)‏ هو قائد مروحية ‏ أمريكي، ولد في 1 أكتوبر 1936 في فيليب في الولايات المتحدة.